# Nwankwo Kanu
Nwankwo Christian Nwosu Kanu (* 1. August 1976 in Owerri) ist ein ehemaliger nigerianischer Fußballspieler.

## Karriere

### Verein
Mit 15 begann er seine Karriere als Fußballspieler in der ersten Division bei Federation Works bevor er 1992 zu Iwuanyanwu Nationale wechselte. Nach einer guten Leistung bei der U-17-WM 1993 wurde er von Ajax Amsterdam für 250.000 Dollar verpflichtet. Er debütierte 1994 in der holländischen Liga und schoss dort in 54 Spielen 25 Tore. Durch gute Leistungen erregte er Aufmerksamkeit bei den großen europäischen Topklubs. 1996 verkaufte Ajax ihn an Inter Mailand für rund 4,7 Millionen Dollar. Kanu wurde 1996 zu Afrikas Fußballer des Jahres gewählt.
Bei Inter stellte die medizinische Abteilung einen Herzfehler bei ihm fest. Im Februar 1999 wechselte er nach nur zwölf Spielen bei Inter für 7,5 Millionen Dollar zum FC Arsenal. Sein Debüt gab Kanu kurz nach seiner Ankunft in London im FA Cup gegen Sheffield United. Gleich in seinem Premierenspiel machte er schlechte Schlagzeilen, nachdem der United-Torhüter den Ball absichtlich ins Aus spielte, um einen verletzten Spieler behandeln zu lassen. Als Arsenalspieler Ray Parlour den Ball darauf per Einwurf wieder zu Kanu warf, stürmte dieser ohne Gegenwehr aufs gegnerische Tor, passte zu Marc Overmars, welcher den Ball im Tor versenkte. Obwohl nach diesem Spiel unter großer Kritik gestartet, verbesserte Kanu unter Trainer Arsène Wenger seine Leistungen und er wurde 1999 erneut zu Afrikas Fußballer des Jahres gewählt. In den Folgejahren stieg der Angreifer zu einem der Publikumslieblinge unter den Arsenalfans auf und begeisterte mit ansehnlichen Toren.
2004 wechselte er ablösefrei zu West Brom. Grund war, dass er bei Arsenal wegen Konkurrenz im Sturm nur noch selten eingesetzt wurde. Damals kämpfte Kanu hinter Thierry Henry und Dennis Bergkamp mit Jérémie Aliadière, Sylvain Wiltord und José Antonio Reyes um Stürmerplatz Nummer drei. Bei West Bromwich war er die unangefochtene Nummer eins im Sturm. Am 14. August 2004 gab er gegen die Blackburn Rovers sein Debüt für den Klub und am 18. September erzielte der Stürmer seinen ersten Treffer für das neue Team. Trotzdem konnte auch er den letzten Platz der Spielzeit 2004/05 nicht abwenden und West Bromwich wurde wieder zweitklassig. Nach dem Abstieg der Baggies heuerte Kanu beim FC Portsmouth an, um dort weiterhin Erstligafußball zu spielen. Mit dieser Mannschaft gewann er 2008 auch den englischen FA-Cup. Im Finale schoss er, gegen Cardiff City, den Siegtreffer zum 1:0. Dadurch qualifizierte er sich mit dem FC Portsmouth in der Folgesaison für die erste Runde zum UEFA-Cup. Dort setzte der Klub sich gegen den portugiesischen Klub Vitória Guimarães durch, wodurch sich Kanu mit Portsmouth für den UEFA-Cup qualifizierte. In der Gruppenphase traf man auf den italienischen Serie-A-Klub AC Mailand, den deutschen Bundesligisten VfL Wolfsburg, den niederländischen Erstligisten SC Heerenveen und auf den portugiesischen Vertreter Sporting Braga.
Im Gruppenspiel gegen den AC Mailand gelang Kanu zum zwischenzeitlichen 2:0; am Ende spielte man 2:2. Zum Ende der Gruppenphase stand das Ausscheiden aus dem UEFA-Cup (man belegte nur den vierten Tabellenplatz). In vier Einsätzen wurde Kanu jeweils zweimal ein- und einmal ausgewechselt; nur einmal spielte Kanu 90 Minuten. In der Liga spielte Kanu nur 17 Mal (ein Treffer), wobei er hier kein einziges Mal 90 Minuten zum Einsatz kam. Zum Saisonende belegte der FC Portsmouth den 14. Tabellenplatz. In der Saison darauf kam Nwankwo Kanu immerhin 23 Mal zum Einsatz (zwei Treffer), wobei er dieses Mal immerhin auch dreimal über 90 Minuten spielte.
Zum Ende der Saison 2009/10 stand der Abstieg aus der Premier League. Immerhin konnte Kanu mit dem FC Portsmouth in derselben Saison erneut das Finale des FA Cups erreichen. Dieses Mal verlor man jedoch mit 0:1 gegen den FC Chelsea. In der Football League Championship kam Nwankwo Kanu zu 32 Einsätzen und zwei Treffern.
Der direkte Wiederaufstieg gelang jedoch nicht; Portsmouth spielte die ganze Saison nur im Mittelmaß und belegte zum Saisonende nur den 14. Tabellenplatz.

### Nationalmannschaft
Kanu debütierte am 5. Mai 1994 bei einem Freundschaftsspiel gegen Schweden für die nigerianische Nationalmannschaft, mit der er an der WM 1998 und WM 2002 teilnahm. Bisher bestritt Kanu 81 Länderspiele und erzielte dabei 13 Tore. Außerdem gewann er 1996 mit der Nationalmannschaft das olympische Fußballturnier.

### Managerkarriere
Seit November 2011 sitzt er im Vorstand der semi-professionellen Fußballliga Imo League, für die er zudem als Sonderberater arbeitet. Daneben gründete er bereits 2010 im Imo State die Kanu Nwankwo Football Academy in Owerri, die neben der fußballerischen Ausbildung auch eine schulische Bildung bietet.

## Erfolge

### Verein
- Nigerianischer Meister: 1993
- Niederländischer Meister: 1993/94, 1994/95, 1995/96
- Niederländischer Supercupsieger: 1994, 1995
- UEFA-Champions-League-Sieger: 1994/95
- Weltpokalsieger: 1995
- UEFA-Super-Cup-Sieger: 1995
- UEFA-Pokal-Sieger: 1998
- Englischer Meister: 2001/02, 2003/04
- FA-Cup-Sieger: 2001/02, 2002/03, 2007/08
- Englischer Ligapokalsieger: 1999, 2002

### Nationalmannschaft
- U-17-Weltmeister: 1993
- Fußballolympiasieger: 1996
- Teilnahme an der WM 1998 in Frankreich (3 Einsätze)
- Teilnahme an der WM 2002 in Japan und Südkorea (2 Einsätze)
- Teilnahme am Afrika-Cup 2000 in Ghana und Nigeria (6 Einsätze)
- Teilnahme am Afrika-Cup 2002 in Mali (6 Einsätze)
- Teilnahme am Afrika-Cup 2004 in Tunesien (6 Einsätze)
- Teilnahme am Afrika-Cup 2006 in Ägypten (6 Einsätze)
- Teilnahme am Afrika-Cup 2008 in Ghana (1 Einsatz)

### Persönlich
- Afrikas Fußballer des Jahres: 1996, 1999
- BBC African Footballer of the Year: 1997, 1999

## Privates
Nwankwo Kanu ist der ältere Bruder des Fußballers Christopher Kanu. Seine Stiefbrüder Anderson „Anders“ Gabolalmo Kanu und Henry Nwosu spielten ebenfalls aktiv Fußball. Nwosu spielte eine Zeit lang in Deutschland Fußball, u. a. in der 2. Fußball-Bundesliga für den SV Waldhof Mannheim, Eintracht Frankfurt und den FC St. Pauli. Der Sohn seiner Schwester, Ejike Izuagha, spielte ebenfalls aktiv Fußball und war Fußballprofi in Vietnam.